# Lene
| Drenge- | Drenge-   | Pige- | Pige-    | Efter- | Efter-      |
| ------- | --------- | ----- | -------- | ------ | ----------- |
| 1       | Peter     | 1     | Anne     | 1      | Nielsen     |
| 2       | Michael   | 2     | Mette    | 2      | Jensen      |
| 3       | Lars      | 3     | Kirsten  | 3      | Hansen      |
| 4       | Jens      | 4     | Hanne    | 4      | Andersen    |
| 5       | Thomas    | 5     | Anna     | 5      | Pedersen    |
| 6       | Henrik    | 6     | Helle    | 6      | Christensen |
| 7       | Søren     | 7     | Maria    | 7      | Larsen      |
| 8       | Christian | 8     | Susanne  | 8      | Sørensen    |
| 9       | Martin    | 9     | Lene     | 9      | Rasmussen   |
| 10      | Jan       | 10    | Marianne | 10     | Jørgensen   |

Lene er et pigenavn, der er en kortform afledt af Helene/Jelena eller Magdalene. Navnet findes på dansk også i varianter som Lena, Leni og Lenette. Det er meget udbredt i Danmark, idet omkring 37.800 danskere bærer et af disse navne ifølge Danmarks Statistik.

## Kendte personer med navnet
- Lene Brøndum, dansk skuespiller.
- Lene Maria Christensen, dansk skuespiller.
- Lena Dunham, Amerikansk skuespiller, manuskriptforfatter, instruktør og forfatter
- Lene Espersen, dansk politiker og minister.
- Lene Funder, dansk skuespiller og sanger.
- Lene Gammelgaard, dansk bjergbestiger.
- Lene Garsdal, dansk folketingsmedlem.
- Lene Grønlykke, dansk filminstruktør og manuskriptforfatter.
- Lene Vestergaard Hau, dansk fysiker.
- Lena Horne, amerikansk sanger og skuespiller.
- Lene Jensen, dansk folketingsmedlem.
- Lene Johansen, dansk journalist og tv-vært.
- Lene Køppen, dansk badmintonspiller og tandlæge.
- Lene Kaaberbøl, dansk forfatter.
- Lene Marlin, norsk sangerinde
- Lene Maimu, dansk skuespiller.
- Lena Meyer-Landrut, tysk sangerinde.
- Lene Møller (Bro), dansk politiker.
- Lene Lund Nielsen, dansk håndboldspiller.
- Lena Nyman, svensk skuespiller.
- Lene Nystrøm, norsk sanger.
- Lena Olin, svensk skuespiller.
- Lene Adler Petersen, dansk billedkunstner.
- Lene Rantala, dansk håndboldspiller.
- Leni Riefenstahl, tysk filminstruktør.
- Lene Schøsler, dansk sprogforsker.
- Lene Siel, dansk sanger.
- Lene Tiemroth, dansk skuespiller.

## Andre betydninger
- Lena, en flod i Sibirien.